# Антифолк
Антифолк (понякога назоваван ънфолк) е име на музикален жанр, възникнал през 80-те години на 20 век, представляващ отговор на наследството на фолк-музиката от 60-те години. Създава се с цел да осмее възприеманата като сериозна мейнстрийм музика от тази епоха. За тази цел текстовете на музикалните дейци от този жанр са присмехулни, осмиващи и остроумни.
Антифолкът започва своя път с помощта на музиканти, които не могат да се сдобият с покани за участие на традиционни фолк заведения в Гринуич Вилидж като Фолк Сити и Дъ Спийкизи. В средата на 80-те години певецът и автор на песни Лач пуска в ход Дъ Форт - заведение, работещо в късните часове на денонощието, на ул. Ривингтън Стрийт в Долния Ийст-Енд в Манхатън в Ню Йорк. Откриването на Дъ Форт съвпада с Ню Йорк Фолк Фестивъл. Лач озаглавява своето мероприятие Ню Йорк Антифолк Фестивъл. Други ранни представители на движението са Дъ Уошингтън Скуеърс, Синди Лий Берихил, Бренда Кан, Пейлфейс, Бек, Хамъл Он Трайъл, Мишел Шокед, Зейн Кембъл, Джон Ес Хол, Роджър Менинг, Кърк Кели и Блок.
Първоначалният Дъ Форт е затворен през 1985 г. от полицията и вследствие от това се премества на различни местонахождения, включително барове в Ийст Вилидж като Софис и Камилиън, и накрая, през 1993 г., се установява в бекрума на Сайдуок Кафе. Ню Йорк Антифолк Фестивъл се провежда всяка година в Сайдуок Кафе преди да бъде закрит през 2019 г.  Събития се провеждат и на сцени като Томпкинс Скуеър Парк и Сентръл Парк. По време на своето пребиваване в Сан Франциско в началото на 90-те години, Лач съдейства за създаването на антифолк движение на Западния бряг на САЩ в Сейкрид Граундс Кофи Хаус.
Други музикални дейци, които постигат значителен успех и са считани за представители на антифолк, включват Джефри Люис, Регина Спектор и Дъ Молди Пийчес.